# Starrholmen
Starrholmen is een onbewoond eiland in de Zweedse Kalixälven. Het eiland heeft geen oeververbinding. Het heeft een oppervlakte van ongeveer 4 hectare. De afstand tot de westoever is ongeveer 175 meter, tot de oostoever ongeveer 350 meter.